# Massaker im Zuchthaus Stein

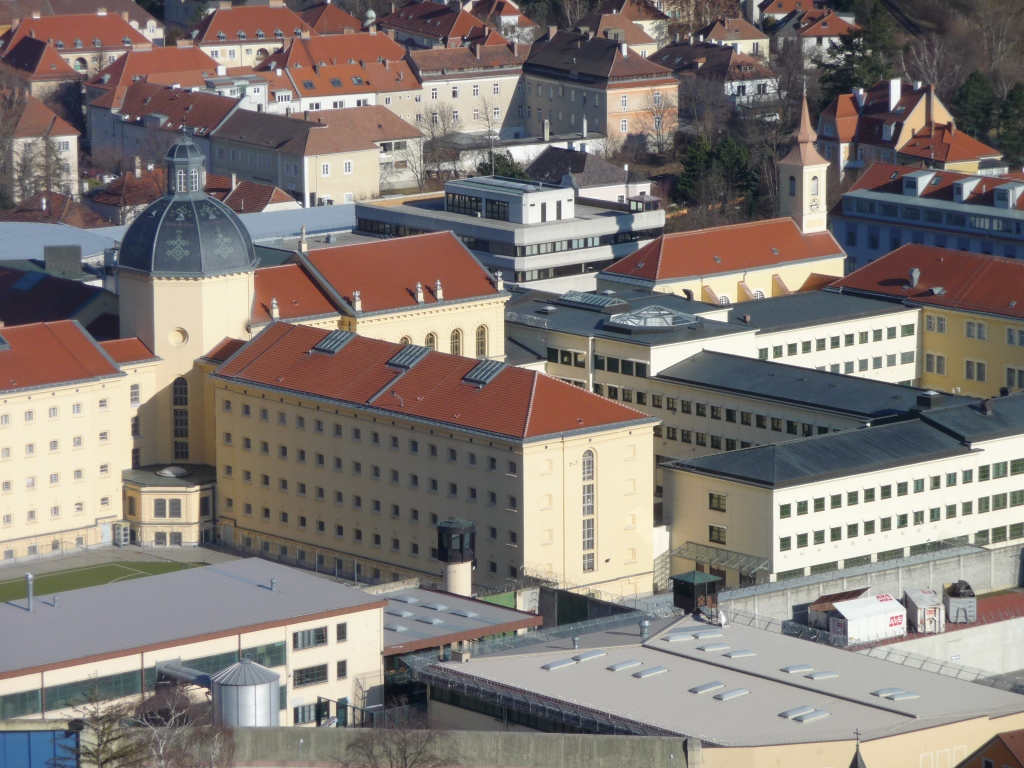
Justizanstalt Krems-Stein (Foto 2012)

Das Massaker im Zuchthaus Stein und die darauf folgende, sogenannte „Kremser Hasenjagd“ (auch gesamthaft als „Kremser Häftlingsmorde“ tituliert) waren Verbrechen im nationalsozialistischen Österreich, denen am 6. April 1945 und den darauffolgenden Tagen zwischen 400 und 500 Justizhäftlinge sowie einige Justizbeamte und Zivilisten zum Opfer fielen. In der Nachkriegszeit bezeichneten die österreichische und westdeutsche Justiz solche kriminellen Handlungen am Ende des Zweiten Weltkriegs als Endphaseverbrechen, was als mildernder Umstand gewertet wurde.

## Vorgeschichte
Nach dem „Anschluss“ Österreichs an das Deutsche Reich 1938 erhielt die seit 1851 in Stein an der Donau bestehende Justizvollzugsanstalt vom Reichsjustizministerium die Bezeichnung Zuchthaus. Die Strafverbüßung im Zuchthaus gehörte zur strengsten Form des Justizvollzugs im Deutschen Reich in Bezug auf die Haftbedingungen, Arbeitspflicht und Rechte der Häftlinge. Im auf rund 1000 Haftplätze ausgelegten Steiner Zuchthaus waren ausschließlich Männer untergebracht. Neben dem Zuchthaus Stein gab es in der kreisfreien Stadt Krems an der Donau eine weitere Vollzugsanstalt, nämlich die Haftanstalt Krems, mit einer Aufnahmekapazität von etwa 200 männlichen und weiblichen Gefangenen. Die Haftanstalt Krems unterhielt 1945 zwei kleine Außenstellen (Ziegelwerke) und zwar in den Ortschaften Hörfarth und Oberfucha.
Die Häftlingsgesellschaft im Zuchthaus Stein deckte damals nahezu die gesamte Bandbreite an kriminellen und politischen Delikten ab. Betrachtet man das kriminelle Spektrum, dann entfiel der größte Anteil auf Eigentumsdelikte (etwa Diebstahl, Einbruch, Hehlerei), gefolgt von militärisch-disziplinären Delikten (u. a. Fahnenflucht, Wachvergehen), Gewaltverbrechen (Mord, Totschlag, Raub, Vergewaltigung) und Wirtschaftsdelikten (Verstöße gegen amtliche Preisregelungen, „Schwarzschlachten“).
Demgegenüber war jeder fünfte Insasse aufgrund seiner Mitwirkung am politischen Widerstand („Vorbereitung zum Hochverrat“) inhaftiert, etwa wegen Verteilung von regimekritischen Flugblättern oder Sammelns von Spenden für andere Gefangene. Sieben Prozent landeten wegen Widerstands gegen die deutsche Besatzungsmacht in den von der Wehrmacht okkupierten Gebieten Europas im Steiner Zuchthaus. Die übrigen Gefangenen waren wegen unerlaubtem Waffenbesitz, Wehrkraftzersetzung, Sabotageakten, Homosexualität, Hörens von Feindsendern oder regimekritischer Äußerungen („Heimtücke“) verurteilt worden.
Unter den politischen Häftlingen befanden sich NS-Gegner aus kommunistischen, sozialdemokratischen und christlich-sozialen Kreisen.
| Eigentumsdelikte                        | 31,9 % |
| Hoch- und Landesverrat                  | 19,6 % |
| Militärisch-disziplinäre Delikte        | 10,5 % |
| Gewaltdelikte                           | 7,3 %  |
| Widerstand gegen die deutsche Besatzung | 6,6 %  |
| Wirtschaftsdelikte                      | 5,5 %  |
| Unerlaubter Waffenbesitz                | 4,6 %  |
| Wehrkraftzersetzung                     | 4,2 %  |
| Sabotage                                | 3,0 %  |
| Homosexualität                          | 2,7 %  |
| Rundfunkverbrechen                      | 2,4 %  |
| Sonstige Delikte                        | 1,5 %  |
| Heimtücke                               | 0,3 %  |

Was die Herkunft der 1849 Gefangenen betrifft, die Anfang April 1945 in Stein inhaftiert waren, so stammte die Mehrzahl aus dem Gebiet des heutigen Österreich (723 Männer), aus Deutschland (105), Griechenland (350), Jugoslawien (274), der Tschechischen Republik (189), Italien (93) und Frankreich (49). Die übrigen 66 Personen kamen aus anderen Nationen.
Unter dem Eindruck der sich von Westen und Osten nähernden alliierten Armee wurden ab Ende 1944 innerhalb des Reichsjustizministeriums in Berlin Überlegungen angestellt, wie mit den Häftlingen in den NS-Vollzugsanstalten „bei Feindannäherung“ umgegangen werden sollte. Ergebnis dieser Beratungen war eine in vielerlei Hinsicht schwammig formulierte Richtlinie, die im Februar 1945 an alle Anstaltsleiter übermittelt wurde. Demnach wären nur Personen mit kurzen Strafresten zu entlassen, sämtliche Ausländer und „asoziale und staatspolitisch gefährliche Gefangene“ allerdings gesammelt unter Bewachung aus dem Frontbereich abzutransportieren. Sollte ein Abtransport nicht möglich sein, wären die Gefangenen entweder der Polizei „zur Beseitigung“ zu überstellen oder durch die Justizwache durch Erschießen „unschädlich zu machen“. Doch in Stein wartete man bis Anfang April 1945 vergeblich auf einen Räumungsbefehl, obwohl sich die Rote Armee bereits Wien näherte.
Aufgrund der einsetzenden Schlacht um Wien und der damit verbundenen Beschlagnahme sämtlicher Transportkapazitäten im Eisenbahn- und Schiffsverkehr durch das Militär und zivile Stellen scheiterten alle Bemühungen des Anstaltsleiters Franz Kodré, die zu diesem Zeitpunkt etwa 1800 bis 1900 Häftlinge rechtzeitig nach Westen zu evakuieren. Zudem gingen im Zuchthaus Stein die Lebensmittelvorräte zu Ende. Um die drohende Exekution der Häftlinge zu verhindern und in sehr weiter Auslegung der Befehle aus Berlin und der Gauleitung von Niederdonau veranlasste Kodré zuerst am 5. April die Enthaftung von etwa 80 bis 100 „gewöhnlichen“ Straftätern und schließlich am 6. April morgens die Freilassung aller übrigen Gefangenen – auch der politischen Häftlinge – aus dem Zuchthaus Stein. Die Leitung der Haftanstalt Krems verfügte zeitgleich die Entlassung der Gefangenen aus dem Stammhaus und den beiden Außenstellen Hörfarth und Oberfucha.
Angesichts der bereits unmittelbar südlich von Wien stehenden sowjetischen Truppen wurde parallel ab dem 6. April 1945 ebenso mit der Räumung der Justizanstalt Wien-Josefstadt begonnen und politische Häftlinge entlassen, darunter auch der spätere österreichische Bundeskanzler Leopold Figl.

## Die Ereignisse im Zuchthaus Stein
Am 6. April morgens wurden alle Häftlinge aus den Zellen geholt und über die bevorstehende Freilassung informiert. Die Stimmung war entsprechend gelöst und fröhlich. Aus Protest gegen die Entscheidung des Direktors leisteten allerdings fanatische NS-Parteigänger unter den Aufsehern passiven Widerstand. Sie schritten nicht ein, als es bei der Ausgabe der Kleidersäcke der Gefangenen zu chaotischen Szenen kam. Um Ruhe und Ordnung während des Entlassungsprozesses zu gewährleisten, sah sich Justizverwaltungsinspektor Johann Lang gezwungen, an verlässliche Häftlinge Gewehre auszugeben. Diese Maßnahme zeigte Wirkung, und die Freilassung ging zügig voran, es gab keine gewalttätigen Übergriffe, weder gegen Häftlinge noch gegen Aufseher. Im Laufe des Vormittags verließen so Hunderte ehemalige Häftlinge, allerdings nur wenige mit regulären Entlassungspapieren ausgestattet, zu Fuß marschierend den Ort ihrer Gefangenschaft.
Am späten Vormittag berichteten NS-getreue Aufseher dem Kreisleiter von Krems, Anton Wilthum, telefonisch von einer angeblichen „Revolte“ in der Strafanstalt Stein. Auch der in Krems befindliche Gauleiter Hugo Jury wurde über die Ereignisse informiert. Man beorderte sogleich Alarmeinheiten der Schutzpolizei, des Kremser Volkssturms, der Wehrmachtgarnison sowie der Waffen-SS nach Stein. Dort angekommen war von einem Aufstand nichts zu bemerken, allerdings löste die Präsenz der Militäreinheiten Nervosität unter den Häftlingen aus. Das Volkssturmkontingent stand unter dem Kommando von Kreisstabsführer SA-Standartenführer Leo Pilz, die aus Pioniersoldaten gebildete Wehrmachtseinheit befehligte Major Werner Pribil.
In Begleitung von Pribil trat der eben in Krems eingetroffene NS-Führungsoffizier, Oberleutnant Lorenz Sonderer, auf den Plan. Sonderer, ursprünglich der Gebirgsjägertruppe zugehörig, sollte als „Sonderbeauftragter“ im Wirkungsbereich der Heeresgruppe Süd „mit allen Mitteln für die Aufrechterhaltung von Ordnung und Disziplin“ sorgen. Sowohl Pilz als auch Sonderer galten als überzeugte Nationalsozialisten. Da Kodrés und Langs Argumentation, die Freilassung sei von der Justizverwaltung und durch den Regierungspräsidenten von Niederdonau, Erich Gruber, gedeckt, kein Glauben geschenkt wurde, begannen die Alarmeinheiten, die umliegenden Straßen zu sperren und die verbliebenen Häftlinge in das Anstaltsgelände zurückzudrängen. Kodré und Lang sowie die ihnen loyalen Beamten Johann Bölz und Heinrich Lassky wurden verhaftet, den bewaffneten Häftlingsposten die Gewehre abgenommen. Der stellvertretende Anstaltsleiter, Alois Baumgartner, hielt dabei ein seinen Vorgesetzten entlastendes Schreiben von Regierungspräsident Gruber hinsichtlich der Freilassung von Gefangenen bewusst zurück.
Panische Häftlinge versuchten darauf, in die Innenhöfe zu flüchten, und verriegelten die Tore. Pilz und seine Gesinnungsgenossen unter den Wärtern drangen ins Innere der Anstalt ein, warfen Handgranaten zwischen die Häftlinge und ermöglichten den Exekutiveinheiten den Zutritt durch die Tore. Sogleich eröffneten Waffen-SS und Wehrmacht wahllos das Feuer mit Gewehren, Pistolen und Maschinenpistolen auf die wehrlosen Häftlinge. Dutzende Gefangene wurden in den Höfen niedergeschossen, danach begannen SS-Einheiten, die Gebäudetrakte zu durchsuchen, und töteten dort versteckte Häftlinge. Selbst aus dem Krankenrevier wurden Verwundete herausgezerrt und im Freien massakriert. Verschont blieben lediglich jene Gefangene, die von couragierten Wärtern im letzten Moment wieder in die Zellen zurückgebracht und eingesperrt wurden, um den Eindruck zu vermitteln, die Insassen wären gar nicht zur Freilassung vorgesehen gewesen.
Der inzwischen vor Ort eingetroffene Kreisleiter Wilthum ordnete auf Befehl von Gauleiter Jury die Exekution von Kodré und seinen drei Mitarbeitern unter dem Vorwurf an, diese hätten ihre Dienstpflichten verletzt und einen Aufstand der Häftlinge ermöglicht. Die vier Beamten wurden von Angehörigen der Wehrmacht unter persönlicher Beteiligung des Oberbürgermeisters von Krems, Franz Retter, ohne jegliches Verfahren an der Gefängnismauer erschossen. Erst nachträglich konstruierte man alibihalber ein Standgerichtsurteil.
Für die Opfer des Massakers hob man am Anstaltsgelände zwei Massengräber aus. Da in den Gruben letztlich zu wenig Platz war, transportierte man eine unbekannte Zahl an Toten zum nahen Ufer der Donau, um sie dort in den Fluss zu werfen. Bei der Exhumierungsaktion 1950 wurden aus den beiden Sammelgräbern insgesamt 248 Leichen geborgen.
Die Zählung der überlebenden Häftlinge am Tag nach dem Massaker ergab 1074 Personen.
Etwa 200 Gefangene mit Freiheitsstrafen bis fünf Jahren wurden am 7. und 8. April regulär entlassen. Am 8. April wurden schließlich rund 800 Insassen zusammen mit Leidensgenossen aus den Haftanstalten Krems und Göllersdorf in Laderäume von Schleppkähnen gesperrt und unter Bewachung durch Steiner Justizbeamte die Donau flussaufwärts in Haftanstalten nach Bayern (München-Stadelheim, Bernau, Pocking bzw. Suben am Inn) verbracht. Dort erlebten sie schließlich die Befreiung durch US-amerikanische Streitkräfte. In Stein selbst blieben nur etwa 50 kranke oder verwundete Häftlinge im Anstaltsspital zurück. Sie wurden erst durch Angehörige der Roten Armee am 9. Mai 1945 befreit.

## Die „Kremser Hasenjagd“
Gleichzeitig mit dem gewalttätigen Vorgehen gegen die Häftlinge im Steiner Zuchthaus begannen Greifkommandos der Wehrmacht und Waffen-SS, die Umgebung nach entlassenen Häftlingen abzusuchen. Unterstützt wurden sie von Einheiten der lokalen Gendarmerieposten sowie von Volkssturmtrupps der umliegenden Ortschaften. Viele der auf den Ausfallstraßen von Krems wegmarschierenden Häftlinge waren noch in Häftlingskleidern unterwegs und hatten von der Gewalteskalation in Stein keine Kenntnis. Sie wiegten sich in Freiheit, sahen keine Veranlassung, sich zu verstecken, und wurden so eine leichte Beute für die NS-Häscher. Einen allgemeinen Befehl, die wieder aufgegriffenen Häftlinge zu erschießen, gab es mit hoher Wahrscheinlichkeit nicht. Was mit den Gefangenen geschah, hing in erster Linie davon ab, wem sie in die Hände fielen.
- Auf ihrem Weg Richtung Westen fielen in Spitz an der Donau zwei Stein-Häftlinge unbekannten Tätern zum Opfer.[19]
- Südlich von Krems wurden am frühen Nachmittag des 6. April 1945 nahe dem Kasernengelände in Mautern an der Donau drei oder vier Häftlinge erschossen und die Leichen liegen gelassen.[20]
- In der Gemeinde Furth bei Göttweig kommandierte man im Rahmen des örtlichen Volkssturmaufgebots auch Schüler der im Stift Göttweig untergebrachten NAPOLA zur Suche nach den Häftlingen ab. Ein Soldat der Waffen-SS erschoss im Beisein eines NAPOLA-Schülers mindestens zwei Häftlinge im Ortsteil Aigen.[21]
- Angehörige der Luftwaffe und der Waffen-SS töteten im aufgelassenen Ziegelofen Panholz am Berghang östlich des Stifts Göttweig auf dem Gemeindegebiet der Paudorfer Katastralgemeinde Eggendorf bis zu 29 aufgegriffene Gefangene.[22]
- Etwa 19 aus der Justizaußenstelle in Hörfarth entlassene Häftlinge der Haftanstalt Krems wurden entlang der Straßen vom Paudorfer Volkssturm angehalten. Nach ihrem Rücktransport in die Außenstelle wurden sie dort zusammen mit zwei Kameraden aus dem Zuchthaus Stein von Soldaten der Waffen-SS erschossen.[23]
- Augenzeugen beobachteten eine motorisierte SS-Streife, die in der Nähe von Statzendorf auf Häftlinge stieß und diese vor Ort ermordete.[24]
- Eine fünfköpfige Häftlingsgruppe wurde in der Statzendorfer Katastralgemeinde Rottersdorf von einem Trupp der Waffen-SS gestoppt und am Straßenrand niedergeschossen.[25]
- Östlich von Krems wurden Häftlinge einzeln oder in kleinen Gruppen vom Volkssturm oder der Polizei unter anderem in Hadersdorf am Kamp, Engabrunn und Theiß angehalten und in Hadersdorf interniert. Auf Befehl der Kreisleitung Krems wurden am 7. April die 61 in Hadersdorf befindlichen Häftlinge unter aktiver Mithilfe lokaler NS-Funktionäre an eine vor Ort liegende Waffen-SS-Einheit übergeben. Die Gefangenen mussten unter ständigen Misshandlungen durch die Bewacher vor dem Gemeindefriedhof ihr eigenes Massengrab ausheben und starben im Maschinengewehrfeuer der SS.[26]

Die Herkunft des Begriffs „Kremser Hasenjagd“ ist nicht eindeutig belegt. Während Presseberichte bereits im Frühjahr 1946 die „Mühlviertler Hasenjagd“ thematisieren, dürfte dieser Euphemismus auf den Kremser Kontext nicht vor 1953 angewandt worden sein. Da der Begriff zudem dem Charakter der Verfolgungsmaßnahmen rund um den 6. April 1945 nicht gerecht wird, spricht eine aktuelle Forschungsarbeit von den „Kremser Häftlingsmorden“.

## Menschlichkeit und Zivilcourage
Trotz der widrigen Umstände gab es couragierte Menschen, die ihre Handlungsspielräume nutzten und Häftlingen halfen:
- Der als Stockaufseher in Stein eingesetzte Justizbeamte Johann Urbanek schloss alle Häftlinge, die sich nach Beginn der Schießerei in seine Etage geflüchtet hatten, in den Zellen ein. Aufforderungen von SS-Leuten und Kollegen, die Gefangenen herauszuholen, konterte er mit der Bemerkung, er habe das Kommando auf dem Stockwerk. Nach dem Massaker befanden sich in den Zellen seines Zuständigkeitsbereichs statt 268 nunmehr 573 Männer.[28]
- Eine Familie in Hörfarth gewährte zwei Gefangenen Unterschlupf und rettete so deren Leben.[29]
- In Mautern an der Donau versteckte ein Steiner Hilfsaufseher einen Häftling in einer Scheune.[30]
- Ein anderer Hilfsaufseher aus Theiß bewies Mut, als er vier in Hadersdorf festgehaltene Häftlinge mit Verweis auf deren Entlassungspapiere vor der Erschießung bewahrte und ihren Weitermarsch Richtung Wien ermöglichte.[31]
- Nahe der Ortschaft Ambach wurde ein Gefangener von Wehrmachtsangehörigen aufgegriffen. Die Soldaten entschlossen sich, ihn nicht zu erschießen, sondern ins Zuchthaus zurückbringen zu lassen.[32]
- In Palt erhielt ein Volkssturmmann den Befehl, einen bereits festgenommenen Häftling zu bewachen. Nach einiger Zeit blickte der Volkssturmangehörige auf die Uhr und ließ den Mann mit der Bemerkung laufen, dass nun seine Dienstzeit vorbei sei.[33]
- Drei Griechen konnten sich bis nach Wagram ob der Traisen durchschlagen und fanden bei einem Bauern in einem Keller Zuflucht. Wenige Tage später wurden sie von Soldaten der Roten Armee befreit.[34]

## Opferbilanz
Forschungsergebnissen aus dem Jahr 2024 zufolge verloren im Rahmen der „Kremser Häftlingsmorde“ neben fünf Justizbeamten und drei Zivilisten insgesamt mindestens 377 Häftlinge des Zuchthauses Stein sowie 20 Gefangene der Haftanstalt Krems ihr Leben. Nachdem das Schicksal von etwa 100 Insassen des Zuchthauses Stein bis dato nicht geklärt werden konnte, ist mit einer Gesamtopferzahl von bis zu 500 Menschen zu rechnen.
Wenige Tage nach dem Massaker, am 9. April, gelangten 44 zum Tode verurteilte Häftlinge aus dem Wiener Landgericht in die leere Strafanstalt Stein. Die Urteilsvollstreckung war bis dahin nicht erfolgt, da die Männer Gnadengesuche eingebracht hatten. Unter der Gruppe befanden sich neben Angehörigen der polnischen Widerstandsgruppe "Stragan" die beiden Franziskaner Angelus Steinwender und Kapistran Pieller.  
Weiters gehörten zu der Häftlingsgruppe der katholische Priester Anton Granig, der führende Kopf der „Antifaschistischen Freiheitsbewegung Österreichs“ aus Klagenfurt, und Andreas Hofer, Mitglied der Widerstandsgruppe Maier-Messner-Caldonazzi. Trotz der noch laufenden Gnadengesuche wurden alle 44 Männer am 15. April 1945, wahrscheinlich von Beamten der Gestapo Wien, im Steiner Anstaltshof erschossen.

## Juristische Aufarbeitung

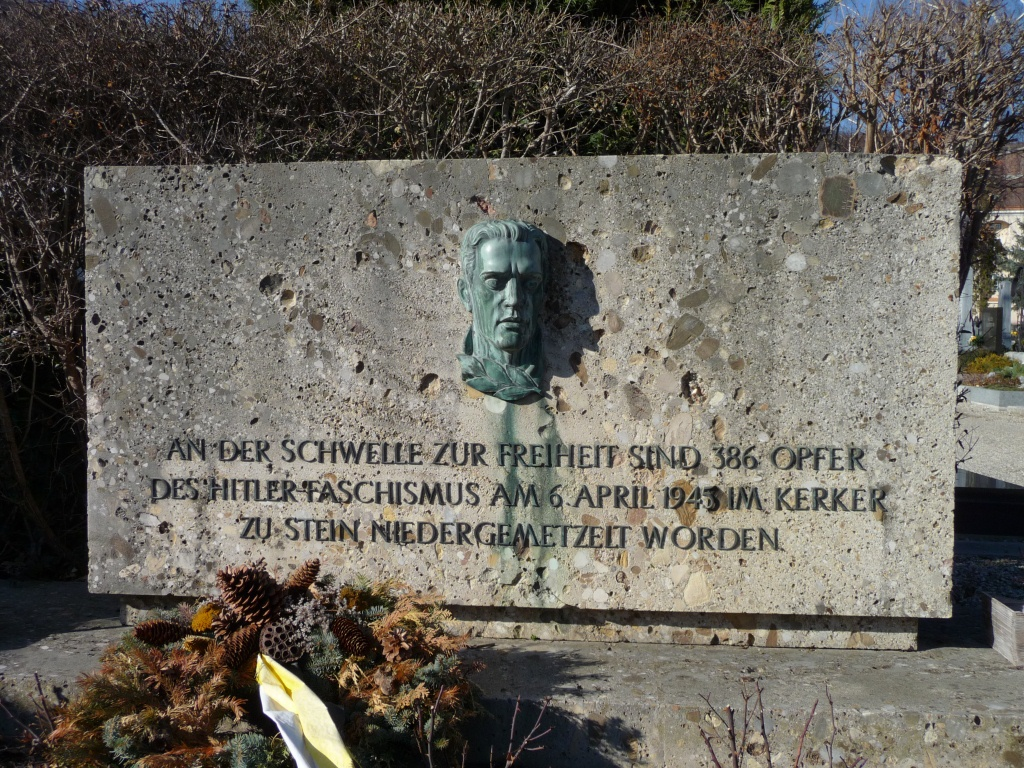
Gedenkstein am Friedhof Stein

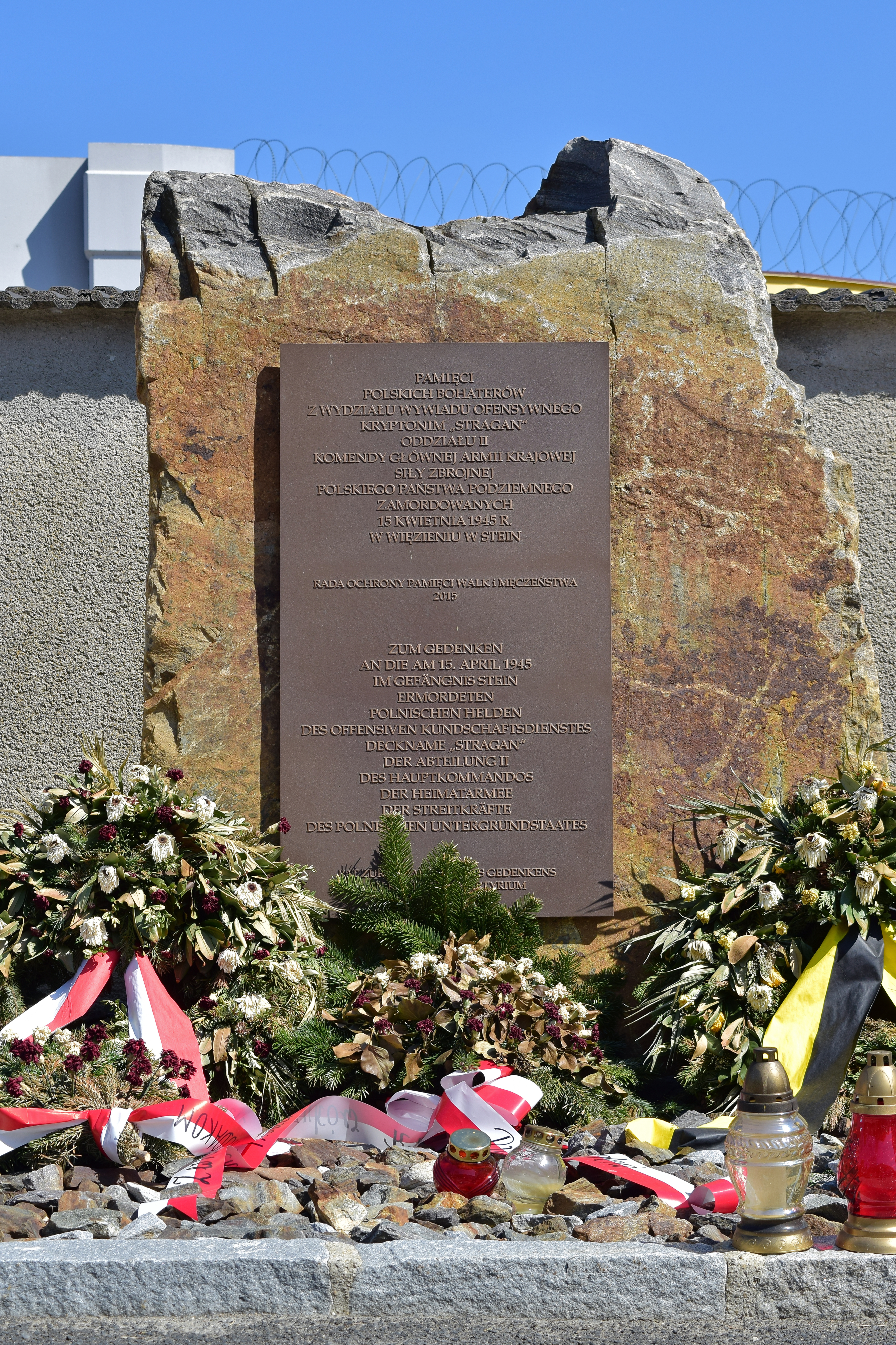
Gedenkstein für ermordete polnische Widerstandskämpfer

Noch im Herbst 1945 begannen Ermittlungen der Justiz im Zusammenhang mit den Ereignissen in der Strafanstalt Stein. Zwölf Rädelsführer unter den Aufsehern sowie der Kremser Volkssturmkommandant und zwei Volkssturmmänner mussten sich vor dem Volksgericht Wien für die begangenen Verbrechen verantworten. Kreisleiter Wilthum und Gauleiter Jury verübten Selbstmord und entzogen sich so ihrer Verantwortung im Gerichtssaal. Oberleutnant Sonderer schlug sich in seine Bayerische Heimat durch und blieb für die österreichische Justiz unauffindbar. Der sogenannte „Stein-Prozess“ endete am 30. August 1946 für fünf der Angeklagten mit Todesurteilen (Leo Pilz, Alois Baumgartner, Anton Pomassl, Franz Heinisch und Eduard Ambrosch), fünf weitere erhielten lebenslange Freiheitsstrafen, einer drei Jahre Haft und vier wurden freigesprochen.
Ein eigener Volksgerichtsprozess beschäftigte sich mit dem Massaker in Hadersdorf. Im Zusammenhang mit dem Verfahren ließen die Behörden die Opfer der dortigen Erschießung im April 1946 gerichtlich exhumieren. Der lokale NSDAP-Ortsgruppenleiter, der NSDAP-Organisationsleiter von Hadersdorf sowie ein Beamter der Kreisleitung Krems wurden zu langjährigen Haftstrafen verurteilt.
Auffällig erscheint, dass im Zuge der Nachkriegsprozesse kein einziger der beteiligten Waffen-SS-Angehörigen ausgeforscht bzw. gerichtlich belangt wurde. Mit einer Ausnahme blieben auch die involvierten Wehrmachtssoldaten unbehelligt.
Insgesamt ermittelte die österreichische Justiz im Zusammenhang mit diesem Endphaseverbrechen gegen mindestens 43 Beschuldigte.
Der Umstand, dass bislang nur ein Teil der Opfer der „Kremser Häftlingsmorde“ gefunden und exhumiert werden konnte, lässt den Schluss zu, dass im Umland von Krems noch bisher unbekannte Massengräber im Zusammenhang mit diesem Verbrechenskomplex existieren könnten. Zu gerüchteweise in den Ortschaften Gneixendorf, Rohrendorf und Theiß befindlichen Häftlingsgräbern fehlen bis dato jedoch eindeutige Belege.

## Erinnern und Mahnen
- Vis-a-vis des Haupteingangs der nach dem Zweiten Weltkrieg wieder „Strafanstalt Stein“ genannten Vollzugseinrichtung enthüllte man 1946 ein Mahnmal zur Erinnerung an die griechischen Massaker-Opfer.
- Am Friedhof von Krems-Stein befindet sich ein von Hans Kröll 1951 gestaltetes Ehrenmal für die Toten der Häftlingsmorde.
- 1988 wurde in Graz der Platz vor der Franziskanerkirche Kapistran-Pieller-Platz benannt und später ein Stolperstein hier für ihn verlegt.
- Im Jahre 1995 rückte eine Gedenkinitiative von Robert Streibel und Gerald Buchas mit dem Setzen von 386 weiß lackierten Holzkreuzen entlang der Straßen rund um die Anstalt die Ereignisse wieder ins Bewusstsein der Öffentlichkeit.[45]
- Auf der Flur Panholz (an der Gemeindegrenze von Furth bei Göttweig und Paudorf) errichtete 1995 ein Gemeindebürger in Eigenregie einen Bildstock mit einer Gedenktafel über einem ehemaligen Massengrab der „Kremser Hasenjagd“.[46]
- Die Forderung eines privaten Vereins nach einer Gedenkstätte direkt im Ortszentrum von Hadersdorf löste 2006 eine heftige Kontroverse mit lokalen Politikern aus.[47] Mittlerweile wurde von der Gemeinde eine Gedenktafel am Ortsfriedhof angebracht. Daneben montierten private Aktivisten zwei weitere Tafeln mit den Namen der in Hadersdorf erschossenen Männer.
- Am 12. April 2015 enthüllten der Botschafter der Republik Polen und der Bürgermeister von Krems einen Gedenkstein am Friedhof Stein zu Ehren der am 15. April 1945 in der Anstalt hingerichteten polnischen Widerstandskämpfer. Die darauf befindliche Inschrifttafel enthält allerdings keine Namen der Opfer und klammert zudem den Umstand aus, dass zusammen mit den Polen auch Häftlinge anderer Nationalität exekutiert wurden.
- Nahe dem Haupteingang der Justizanstalt Stein erinnert ebenso seit 2015 der Gerasimos-Garnelis-Weg an einen Überlebenden des Blutbads.

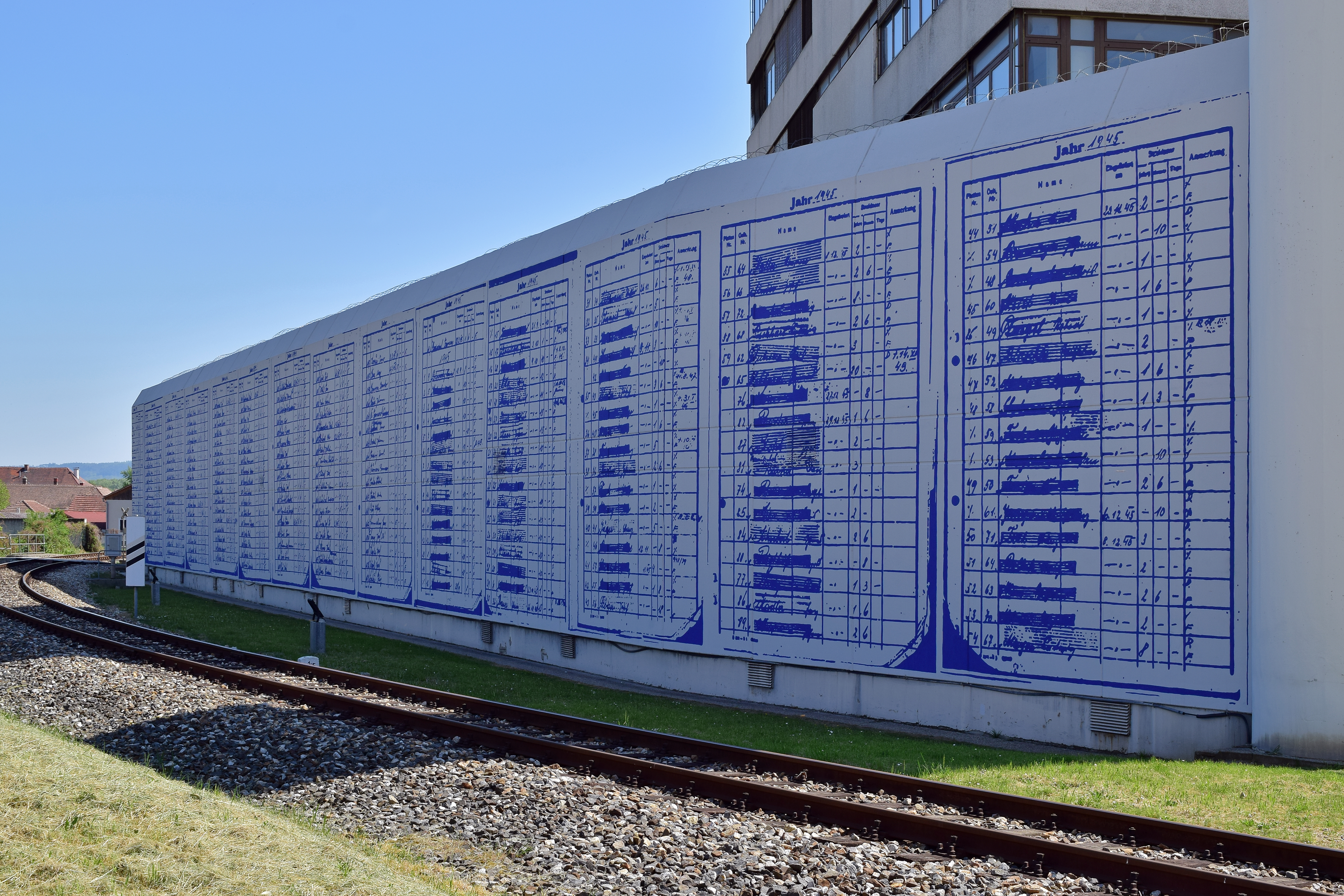
„06.04.1945“ von Ramesch Daha an der Gefängnismauer (Foto 2019)

- Eine künstlerische Aufarbeitung erfolgte im Jahr 2018 durch die im Iran geborene Wiener Künstlerin Ramesch Daha, indem sie unter dem Titel 06.04.1945 Fragmente eines Strafgefangenenregisters der Jahre 1944 und 1945 vergrößert auf die Gefängnismauer malte. Die Namen wurden zwecks Unlesbarkeit weichgezeichnet, zugleich wurden damit „die individuellen Geschichten zwar in den handschriftlichen Auflistungen präsent, gleichzeitig jedoch zu einer mächtigen „einstimmigen“ Mahnung vereint, die, über die reine Dokumentation hinausgehend, auf einer Metaebene der formalen Synthese einen Erinnerungsort schafft, an dem Täter wie Opfer auch als Kollektive aufeinandertreffen“.[48]
- Bei der Gedenkfeier in Krems-Stein am 26. März 2023 wurden erstmals die Namen der im Rahmen der „Kremser Häftlingsmorde“ getöteten Personen öffentlich verlesen.

## Literarische Rezeption
- Robert Streibel: April in Stein. Roman, Residenz, St. Pölten 2015, ISBN 978-3-7017-1649-4